# 威廉·鲁福斯·金
威廉·鲁福斯·金（英語：William R. King，1786年4月7日—1853年4月18日），美国政治家、外交官，1853年担任第13任美国副总统，就任不到两個月就去世。此前，他曾担任过北卡罗莱纳州的众议员和亚拉巴马州参议员。